# Вулиця Алли Тарасової
Ву́лиця А́лли Тара́сової — вулиця в Шевченківському районі міста Києва, місцевість Старий Київ. Пролягає від Михайлівського провулку до Володимирського проїзду.

## Історія
Вулиця відома з XVIII століття під назвою Троїцький провулок, від Троїцької церкви, що стояла поблизу (розібрана у 1858 році). Реконструйований у середині XIX століття, на той час мав паралельну назву Рильський провулок (нинішній Рильський провулок, навпаки, мав назву Троїцька вулиця). З 1940 року  — Маложитомирський провулок (назву підтверджено 1944 року). Сучасна назва на честь А. К. Тарасової — з 1979 року.

## Будівлі
- Житловий будинок — пам'ятка архітектури (№ 4) (1909), яскравий приклад стилю модерн у Києві, що мав значну історичну, архітектурну та художню цінність[4]. Попри охоронний статус (з 1994 року) та незважаючи на протести громадських активістів, будівлю було доведено до аварійного стану, спалено влітку 2011, а потім знесено в 2012 році.[5]
- Готель «Hyatt» (№ 5)

## Зображення

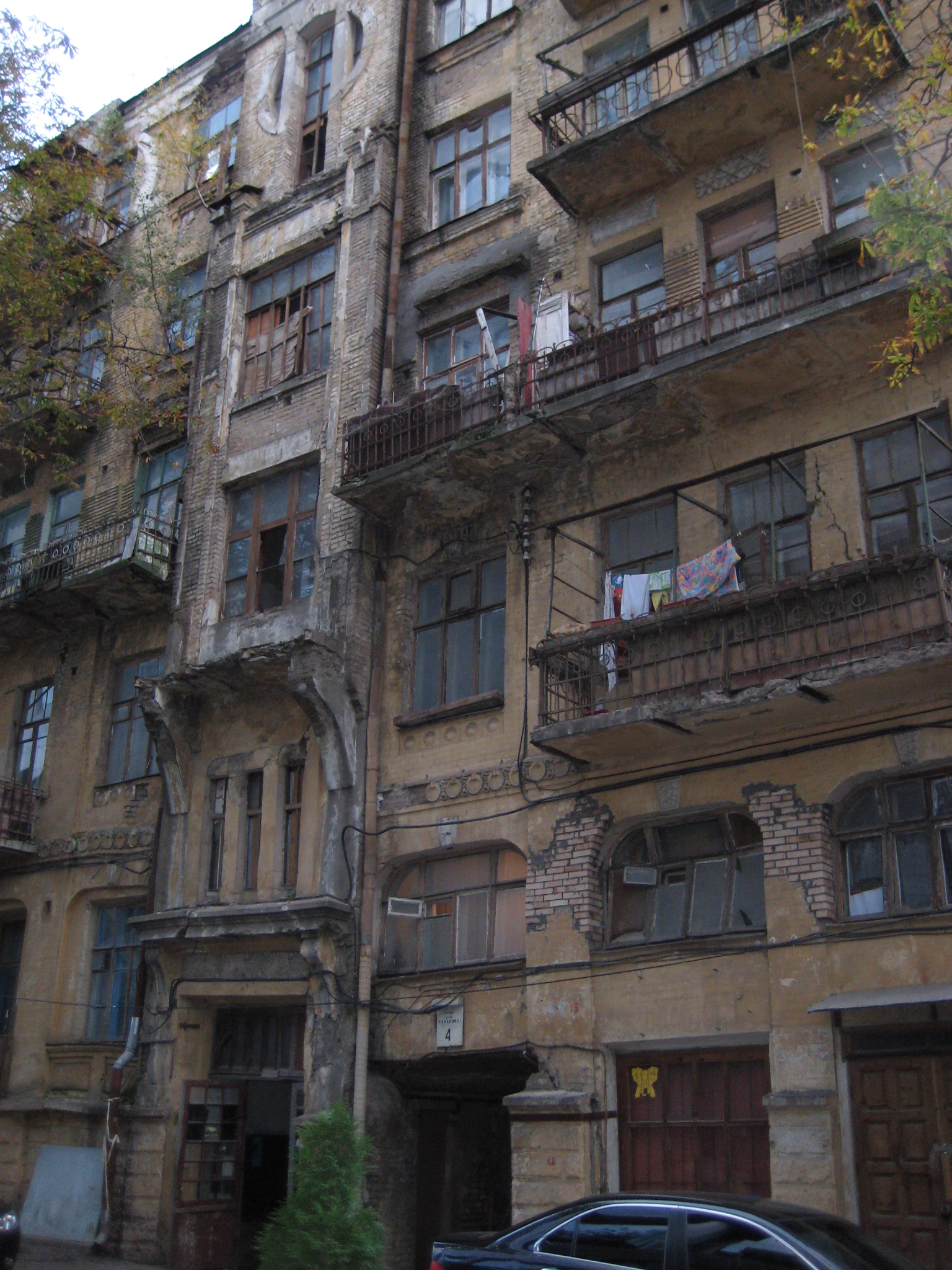
Вул. Алли Тарасової, 4 (знесено)
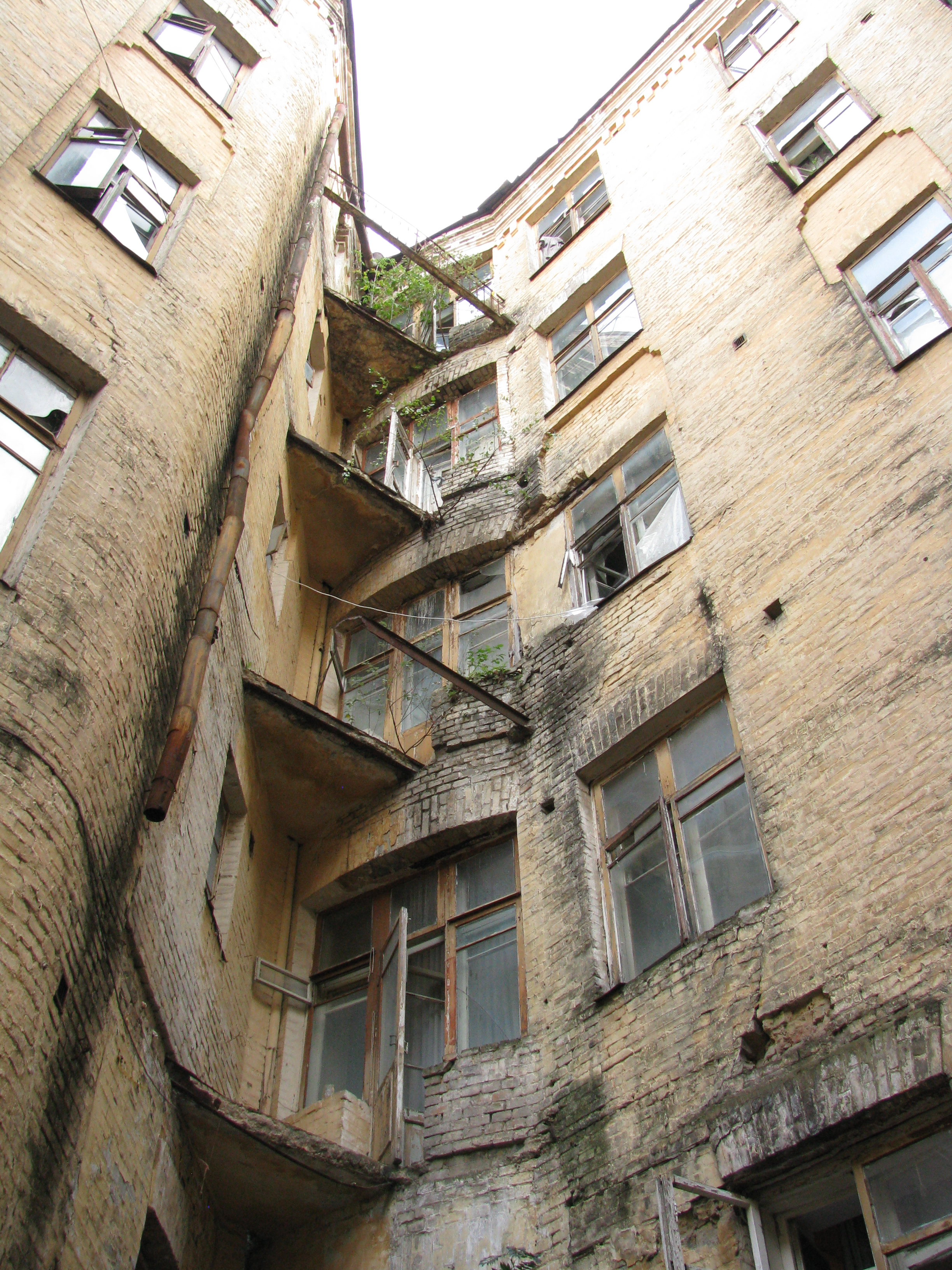
Вул. Алли Тарасової, 4 (знесено)